# 팔극권
팔극권(八极拳)은 중국 하북성 맹촌회족자치현에서 오종에 의해 정립되었다.

## 개요
팔극권은 일세(一世)는 라(癩)라는 선인이며, 이세(二世)는 벽(癖)과 오종(吴钟)이다.
처음부터 팔극권이란 이름은 사용하지 않았다. 오종에게 무술을 알려준 '라'라는 선인은 무술의 이름이나 자신의 이름을 알려주지 않고
떠났으며, 그 후에 '라'의 제자라는 '벽'이 오종을 찾아와 대창을 전하였다. 시간이 흘러 오종은 자신의 실력을 확인하고자 길을 나선다.
소림사를 찾아가 방장과 무예를 교류하였는데 이때 방장이 오종의 대창 실력에 감탄하여 '신창오종'이란 명성을 얻게 된다.
신창오종의 명성은 연경(지금의 북경)에까지 퍼지게 된다. 건륭제 1736년 강희제의 14황자인 순근군왕 윤제(恂勤郡王)는 소문을 듣고
오종에게 창 시합을 청하게 된다. 윤제는 오종의 창 실력에 감탄하여 다시 한번 '신창오종'이란 칭호를 받게 된다.
건륭40년 1775년 오종은 고향으로 돌아와 자신의 무술을 정리하고 전파하면서 팔극권이란 명칭을 사용하게 되었다.
그래서 현재 중국에서는 팔극권의 창시자를 오종으로 받들고 있다. 이름 없던 '라'라는 스승님의 무술을 중국 황실에까지 알리고,
팔극권이란 이름으로 재탄생을 시켜 제자들을 통해 널리 전파하기 시작하였으니 가히 팔극권의 시조라 할 수 있겠다.

## 인물
- 오종
- 오회청
- 이서문
- 오수봉
- 곽전각
- 오련지
- 이준의
- 유운초

## 관련 책
- 서림문화사의 내공 팔극권 교범이라는 유일한 책이 있었으나 현재는 판매하지 않음.

## 같이 보기
- 산타 (스포츠)